# 岡崎平内
岡崎 平内（おかざき へいない、1848年4月3日（嘉永元年2月28日）- 1917年（大正6年）8月12日）は、日本の政治家。7代目平内。衆議院議員。初代鳥取県会議長。初代鳥取市長。
明治の鳥取士族、政治界の指導者として、明治の100年式典の時、県政功労者となった。幼名は兵太郎、長じて可観と改め、後1880年（明治13年）9月父の名を継ぎ平内と改める。

## 経歴
因幡国邑美郡馬場町（現在の鳥取県鳥取市馬場町）、藩御用係500石の藩士の家に生まれた。平内の嫡男。明治元年に若くして家督を継ぎ、また鳥取藩大砲隊長となった。
1874年（明治7年）「愛国社」に入り自由民権運動に参加したが、一転して1877年（明治10年）に陸軍省に入省。まもなく帰郷して「共立社」に入って士族の矯正に当たる一方、機織場を設立して殖産興業に努めた。
1876年（明治9年）に全国で大規模な府県の合併が行われ、鳥取県は一時島根県に組み込まれた。島根県時代に日野郡長となったが、辞して1881年（明治14年）に県会議員となり3月22日の臨時県会で議長に選出された。また「愛護会」会長として鳥取県再置に尽力した。同年9月12日に鳥取県が再置されると、翌年1月27日に初代鳥取県会議長に就任し、山田県政を支えた。
1889年（明治22年）10月1日に市制が公布されると、11月に初代鳥取市長に選ばれた。下馬評では田中政春が圧倒的であったが、田中が岡崎を強く推したことによる。しかし岡崎は翌年1月に国会議員に立候補するため早くも辞したことから、後任に田中が就任した。
帝国議会が開設されると第1回衆議院議員総選挙で鳥取県第1区から衆議院議員に選出されて、政府系の「大政会」に所属した。しかし、国会が政争の場に終始しているのを見て1891年（明治24年）7月9日に辞任。請われて汗入・会見郡長、岩美郡長、市参事会委員などを歴任した。
晩年は自宅の剣術道場で雖井蛙流を研鑽した。

## 家系
岡崎家の先祖はもともと作州（岡山県北部）の大名であった森家に仕えていたが、寛文5年（1655年）に池田家に召しかかえられて鳥取に移り住み、代々「平内（へいない）」を名乗った。
5代目平内の頃、鳥取藩は多くの借金を抱えていた。その財政立て直しに活躍したのが平内で、その仕事ぶりを認められて屋敷を与えられた。

## その他
岡崎平内が住んでいた屋敷は、鳥取市に今も残る数少ない武家屋敷のひとつで、日本で最初の女性弁護士である中田正子が暮らしていたことでも知られている。